# Mohammad Dhia-Aldin
Mohammad Abbas Dhia-Aldin er en dansk skuespiller, der har medvirket som Ghaleeb i tv-serien Huset (2023) på DR og som Anwar i spillefilmen Hele vejen (2025).

## Levnedsløb
Mohammad Dhia-Aldin er født i Danmark af forældre, der flygtede til landet fra Irak. Han voksede op i Nordvestkvarteret i København. Da han var 15-16 år, flyttede han til Amager. Han har taget grundforløb på tre forskellige erhvervsuddannelser (VVS, automekaniker og procesoperatør), men måtte hver gang opgive uddannelsen, fordi han ikke kunne få en praktikplads. Hans første faste arbejde var på en af Novo Nordisks fabrikker.
Dhia-Aldins første filmrolle fik han i kortfilmen Partisan fra 2019, som vennen Jahfar Muataz instruerede. Muataz fik øje på hans talent i arbejdet på filmen og skaffede ham en statistrolle i Danmarks sønner. Derefter blev Dhia-Aldin kaldt til casting på tv-serien Huset, hvor han blev antaget til at spille rollen som Ghaleeb, der indbragte ham megen ros.
I 2025 spillede han med i Jahfar Muataz' debut som spillefilminstruktør, Hele vejen, hvor Dhia-Aldins skuespil også blev rost.

## Roller

### TV
- Huset (2023) - Ghaleeb

### Film
- Partisan (2019) - Saddam
- Hele vejen (2025) - Anwar